# Chelonus flavipalpis
Chelonus flavipalpis är en stekelart som beskrevs av Szepligeti 1896. Chelonus flavipalpis ingår i släktet Chelonus och familjen bracksteklar. Inga underarter finns listade i Catalogue of Life.